# Josef Mattausch
Josef Mattausch (* 18. März 1934 in Trautenau, Tschechoslowakei; † 13. Dezember 2022 in Leipzig) war ein deutscher Germanist und Goethe-Forscher.

## Leben und Werk
Josef Mattausch besuchte in Eisenberg (Thüringen) die Schule und legte dort sein Abitur ab. Danach studierte er Germanistik und Niederlandistik an der Universität Leipzig. 1962 wurde er mit einer Arbeit zur Syntax in den Texten des jungen Johann Wolfgang Goethe promoviert, die 1965 veröffentlicht wurde. Nachdem er bereits seit 1956 daran mitgearbeitet hatte, leitete Mattausch ab 1964 die Leipziger Arbeitsstelle des Goethe-Wörterbuchs, eines gemeinsamen Projektes der Deutschen Akademie der Wissenschaften zu Berlin, der Akademie der Wissenschaften zu Göttingen und der Heidelberger Akademie der Wissenschaften. 1967 übernahm er ebenfalls die Leitung der Berliner Arbeitsstelle, bevor er 1999 in den Ruhestand ging.
Von 1972 bis 2016 war Mattausch Vorsitzender der Leipziger Goethe-Gesellschaft, danach dort bis zu seinem Tod Ehrenvorsitzender. Im Jahr 2011 wurde er Ehrenmitglied der Goethe-Gesellschaft in Weimar.
Mattausch forschte und publizierte vor allem zur Goethesprache, zur jüngeren Germanistik und Linguistik sowie zur Lexikografie.

## Publikationen (Auswahl)
- Zur Entwicklung der Gliedstellung in der Prosa des jungen Goethe. In: Beiträge zur Geschichte der deutschen Sprache und Literatur 85 (1963), ZDB-ID 729-8, S. 197–219.
- Untersuchungen zur Wortstellung in der Prosa des jungen Goethe (= Veröffentlichungen des Instituts für Deutsche Sprache und Literatur 31). Akademie-Verlag, Berlin 1965, DNB 453252303.
- (Bearb.): Erna Merker: Wörterbuch zu Goethes Werther. Vierte/Fünfte Lieferung: liebenswürdig bis übel. Akademie-Verlag, Berlin 1965, DNB 458690481.
- Synonymenfelder im alphabetischen Wörterbuch. Zugleich ein Beitrag zur Synonymie in Goethes Werther. In: Beiträge zur Geschichte der deutschen Sprache und Literatur 88 (1967), ZDB-ID 729-8, S. 425–456.
- Das Wörterbuch der deutschen Gegenwartssprache. Versuch einer Bilanz. In: Deutsch als Fremdsprache 16 (1979), Nr. 2, DNB 1245649744, S. 213–219.
- Klassische deutsche Literatur und Entwicklung des deutschen Sprachstandards. Zu einem Kapitel Wirkungsgeschichte. In: Studien zur Sprachgeschichte des 19. Jahrhunderts. Band 1: Existenzformen der Sprache. Zentralinstitut für Sprachwissenschaft, Berlin 1980, DNB 810794985, S. 121–176.
- Von Goethes Wörtern und ihren „Les-Arten“. Zwischenbilanz am Goethe-Wörterbuch. In: Goethe-Jahrbuch 98 (1981), ISSN 0323-4207, S. 11–24.
- Die Sprachwelt Goethes – Repräsentanz und Schöpfertum. Beobachtungen an einem Autorenwörterbuch. In: Beiträge zur Erforschung der deutschen Sprache 2 (1982), DNB 830353542, S. 218–230.
- Kommunikativ-pragmatische Sprachbetrachtung und Lexikographie. Zur Spezifik des Autorenwörterbuchs. In: Zeitschrift für Germanistik 3 (1982), Nr. 3, ZDB-ID 796384-1, S. 303–313.
- Klassische deutsche Literatur und Entwicklung des modernen Deutsch im Urteil der Brüder Grimm. In: Zur Dialektik der Determinanten in der Geschichte der Sprachwissenschaft. Band 2: Jacob und Wilhelm Grimm als Sprachwissenschaftler. Geschichtlichkeit und Aktualität ihres Wirkens. Zentralinstitut für Sprachwissenschaft, Berlin 1985, DNB 860950611, S. 152–162.
- Der Große Duden. Wörterbuch und Leitfaden der deutschen Rechtschreibung. [Rezension]. In: Deutsch als Fremdsprache 22 (1986), Nr. 2, DNB 1245649744, S. 118–119.
- Der Name – „lebendigster Stellvertreter der Person“. Von den Figurennamen in Goethes Dichtung. In: Impulse. Aufsätze, Quellen, Berichte zur deutschen Klassik und Romantik 10 (1987), ISSN 0232-4040, S. 156–167.
- Robert Steiger, Goethes Leben von Tag zu Tag. Eine dokumentarische Chronik. [Rezension]. In: Zeitschrift für Germanistik 9 (1988), Nr. 4, ZDB-ID 796384-1, S. 498–501.
- Euphorie und Enttäuschung – Literatur im geistigen Leben Leipzigs – Klein-Paris und der junge Goethe. In: Börsenblatt für den deutschen Buchhandel 156 (1989), Nr. 41, ISSN 0006-5641, S. 791.
- Das Autoren-Bedeutungswörterbuch. In: Franz Josef Hausmann (Hrsg.): Wörterbücher. Ein internationales Handbuch zur Lexikographie (= Handbücher zur Sprach- und Kommunikationswissenschaft 5/2). De Gruyter, Berlin u. a. 1990, ISSN 1861-5090, S. 1549–1562.
- Zum Gedenken an Martin Loesche. In: Goethe-Jahrbuch 108 (1991), ISSN 0323-4207, S. 411–412.
- Ein Wörterbuch zum „West-östlichen Divan“. In: Goethe-Jahrbuch 112 (1995), ISSN 0323-4207, S. 243–246.
- Ulrike Rainer, Schillers Prosa. Poetologie und Praxis. [Rezension]. In: Arbitrium. Zeitschrift für Rezensionen zur germanistischen Literaturwissenschaft 10 (1992), Nr. 3, ISSN 1865-8849, S. 333–335.
- Johann Wolfgang Goethe, Sämtliche Werke nach Epochen seines Schaffens. Münchener Ausgabe. [Rezension]. In: Arbitrium. Zeitschrift für Rezensionen zur germanistischen Literaturwissenschaft 12 (1994), Nr. 2, ISSN 1865-8849, S. 196–200.
- Freie Wortbildung(en) bei Goethe. In: Irmgard Barz, Marianne Schröder (Hrsg.): Nominationsforschung im Deutschen. Festschrift für Wolfgang Fleischer zum 75. Geburtstag. Lang, Frankfurt am Main u. a. 1997, ISBN 978-3-631-31366-4, S. 43–52.
- Wörterbuch und Poesiesprache. Dichterische Wortbedeutungen im Goethe-Wörterbuch. In: Abhandlungen der Sächsischen Akademie der Wissenschaften zu Leipzig, Philologisch-Historische Klasse 75 (1998), Nr. 1, ISSN 0080-5297, S. 139–145.
- „... und bildet seine Leute“. Goethes Semester in Klein-Paris. In: Leipziger Blätter 34 (1999), ISSN 0232-7244, S. 20–22.
- Das Goethe-Wörterbuch – Hilfsmittel für den literarischen Übersetzer. In: Goethe-Jahrbuch 117 (2000), ISSN 0323-4207, S. 217–223.
- Werner Welzig, Wörterbuch der Redensarten zu der von Karl Kraus 1899 bis 1936 herausgegebenen Zeitschrift „Die Fackel“. [Rezension]. In: Zeitschrift für Germanistik N.F. 12 (2002), Nr. 2, ISSN 0323-7982, S. 423–425.
- Deutsche Sprache. In: Bernd Witte u. a. (Hrsg.): Goethe-Handbuch. Band 4/1: Personen, Sachen, Begriffe. A – K. Metzler, Stuttgart und Weimar 2004, ISBN 978-3-476-02022-2, S. 197–200.
- Sprache. In: Bernd Witte u. a. (Hrsg.): Goethe-Handbuch. Band 4/2: Personen, Sachen, Begriffe. L – Z. Metzler, Stuttgart und Weimar 2004, ISBN 978-3-476-02022-2, S. 1003–1005.
- „Erfahrungen“ am Goethe-Wörterbuch. Eine Entgegnung. In: Goethe-Jahrbuch 124 (2007), ISSN 0323-4207, S. 411–412.
- „Es ist ein klein Paris, und bildet seine Leute“. Leipzig und der junge Goethe. In: Jahresgaben 2013, Hrsg.: Goethe-Gesellschaft Bonn e. V. Bernstein-Verlag, Siegburg 2017, ISSN 2191-480X, S. 9–25.
- Goethe-Gesellschaft in Leipzig. Eine wechselvolle Geschichte. Leipzig 2018, DNB 1159774420.[7]